# Amblyceps mangois
Amblyceps mangois es una especie de pez de la familia Amblycipitidae en el orden de los Siluriformes.

## Morfología
Los machos pueden llegar alcanzar los 12,5 cm de longitud total.

## Alimentación
Come insectos acuáticos.

## Hábitat
Es un pez de agua dulce y de clima tropical.

## Distribución geográfica
Se encuentran en Asia: desde Pakistán hasta Tailandia.

## Uso comercial
No está presente en los mercados locales.